# Ígor Divéyev
Ígor Serguéyevich Divéyev (en ruso: Игорь Сергеевич Дивеев; Ufá, 27 de septiembre de 1999) es un futbolista ruso que juega en la demarcación de defensa para el PFC CSKA Moscú de la Liga Premier de Rusia.

## Selección nacional
Tras haber sido internacional en categorías inferiores, el 12 de noviembre de 2020 debutó con la selección absoluta de Rusia en un amistoso ante Moldavia que finalizó en empate a cero.

## Clubes
| Club           | País  | Año   | Partidos | Goles |
| -------------- | ----- | ----- | -------- | ----- |
| FC Ufa-2       | Rusia | 2018  | 2        | 0     |
| FC Ufa         | Rusia | 2018  | 3        | 0     |
| PFC CSKA Moscú | Rusia | 2019- | 185      | 18    |

## Palmarés

### Títulos nacionales
| Título             | Club           | País  | Año  |
| ------------------ | -------------- | ----- | ---- |
| Copa de Rusia      | PFC CSKA Moscú | Rusia | 2023 |
| Copa de Rusia      | PFC CSKA Moscú | Rusia | 2025 |
| Supercopa de Rusia | PFC CSKA Moscú | Rusia | 2025 |